# Филиппинские горные народы
Филиппинские горные народы — группа народов на Филиппинах, объединенная сходным укладом жизни, в силу того, что все они населяют горные районы страны с похожими природными условиями. Населяют они, однако, различные территории, расселены, как правило, на самых крупных островах архипелага.
- Горные народы острова Лусон: ифугао, бонток, тингианы, калинга, гадданы, инибалои, канканаи, апайо.
- Горные народы острова Минданао: букиднон, билаан, субанон, манобо, багобо, мандайя, тирураи, тагакаоло, мангуан-ганы.
- На острове Миндоро живут народы группы мангиан.
- Острова Батан и Бабуян населяют иватаны.
- На острове Палаван проживают тагбанва.

Общая их численность — 2,1 млн чел.

## Языки
Все вышеперечисленные народы имеют свои национальные языки или диалекты, относящиеся к филиппинским языкам австронезийской семьи языков. Кроме национальных языков они могут пользоваться и общегосударственными: тагальским и английским.

## Культура
Все эти народы в значительной мере сохраняют традиционный уклад жизни, в отличие от прибрежных народов, более ассимилированных испанцами и американцами. Влиянию христиан и частично мусульманских народов моро, они подвергались в меньшей степени. Основные их занятия — земледелие, скотоводство, огородничество, рыболовство, собирательство и ремесла. В настоящее время часть из них занята в промышленности, чаще всего — в горнодобывающей.
В политическом отношении они более склонны отстаивать независимость и самобытную культуру. Уровень цивилизованности отдельных народов этой группы неодинаков.